# Genadijus Linas Vodopjanovas
Genadijus Linas Vodopjanovas (Neringa, 8 giugno 1973) è un vescovo cattolico lituano, dal 20 maggio 2016 vescovo di Panevėžys.

## Biografia
Genadijus Linas Vodopjanovas è nato a Neringa l'8 giugno 1973.

### Formazione e ministero sacerdotale
Ha frequentato la scuola primaria e secondaria a Nida. Nel 1991 è entrato tra i postulanti del convento dei frati minori a Kretinga, nella diocesi di Telšiai. Dal 1992 al 1993 ha compiuto il noviziato a Kennebunkport, nel Maine, e il 4 giugno 1993 ha emesso i primi voti.
Dal 1993 al 1995 ha frequentato il seminario di Kaunas, studiando nella Facoltà di teologia dell'Università Vytautas Magnus. Dal 1995 al 2000 ha completato la sua formazione in Italia, presso lo Studio teologico San Bernardino dei frati minori di Verona, un istituto affiliato alla Pontificia Università Antonianum di Roma. Il 26 maggio 2000 ha conseguito il baccellierato in teologia. Il 15 agosto 1996 ha emesso i voti perpetui, scegliendo il nome di Linas.
Il 15 agosto 1999 è stato ordinato diacono. Il 15 luglio 2000 è stato ordinato presbitero da monsignor Antanas Vaičius, allora vescovo di Telšiai. In seguito è stato guardiano del convento dell'Annunciazione di Kretinga dal 2001 al 2004, parroco di Kretinga dal 2003 al 2004 e guardiano del convento della Collina delle Croci a Šiauliai dal 2004 al 2007. Nel 2007 il capitolo provinciale lo ha nominato maestro dei novizi e vice-provinciale della Provincia lituana "San Casimiro" dei frati minori. Nel 2010 è stato nominato parroco della parrocchia dell'Annunciazione a Kretinga mantenendo l'incarico di vice-provinciale.

### Ministero episcopale
Il 11 febbraio 2012 papa Benedetto XVI lo ha nominato vescovo ausiliare di Telšiai e titolare di Quiza. Ha ricevuto l'ordinazione episcopale il 14 aprile successivo dal cardinale Audrys Juozas Bačkis, arcivescovo emerito di Vilnius, co-consacranti il vescovo di Telšiai Jonas Boruta e l'arcivescovo metropolita di Kaunas Sigitas Tamkevičius. Con 38 anni di età era il più giovane vescovo del mondo.
Nel febbraio del 2015 ha compiuto la visita ad limina.
Il 20 maggio 2016 papa Francesco lo ha nominato vescovo di Panevėžys.
In seno alla Conferenza episcopale della Lituania è presidente della commissione per gli affari religiosi dal 28 ottobre 2014 e responsabile per le questioni ambientali.

## Genealogia episcopale
La genealogia episcopale è:
- Cardinale Scipione Rebiba
- Cardinale Giulio Antonio Santori
- Cardinale Girolamo Bernerio O.P.
- Arcivescovo Galeazzo Sanvitale
- Cardinale Ludovico Ludovisi
- Cardinale Luigi Caetani
- Cardinale Ulderico Carpegna
- Cardinale Paluzzo Paluzzi Altieri degli Albertoni
- Papa Benedetto XIII
- Papa Benedetto XIV
- Papa Clemente XIII
- Cardinale Enrico Benedetto Stuart
- Papa Leone XII
- Cardinale Chiarissimo Falconieri Mellini
- Cardinale Camillo Di Pietro
- Cardinale Mieczysław Halka Ledóchowski
- Cardinale Jan Maurycy Paweł Puzyna de Kosielsko
- Arcivescovo Józef Bilczewski
- Arcivescovo Bolesław Twardowski
- Arcivescovo Eugeniusz Baziak
- Papa Giovanni Paolo II
- Cardinale Audrys Juozas Bačkis
- Vescovo Genadijus Linas Vodopjanovas, O.F.M.

## Araldica
| Stemma | Titolare                                          | Blasonatura | Interpretazione |
|        | Genadijus Linas Vodopjanovas Vescovo di Panevėžys | Partito semitroncato: al 1º di rosso alla Madonna del Calvario di Samogizia; al 2º d'azzurro alla barca al naturale, con l'albero crociato di nero e con le vele d'argento, vogante su un mare fluttuoso dello stesso e del campo; al 3º d'argento, sul braccio di Cristo posto in banda incrociato al braccio di San Francesco posto in sbarra, moventi da una nuvola del campo e sostenenti sull'incrocio un tau di rosso. Ornamenti esterni da vescovo. | Lo scudo dello stemma episcopale di monsignor Vodopjanovas è diviso in tre campi che portano simboli legati alla sua vita e al suo ministero. A sinistra vi è un'icona raffigurante la Madonna del Calvario di Samogizia che rappresenta Maria, regina delle famiglie cristiane, che tiene il bambino Gesù con entrambe le mani. Sul lato destro, nella parte superiore, vi è una barca. Essa ricorda il luogo natale del vescovo, situato nella penisola di Neringa e che si affaccia nella laguna dei Curi. Sempre sul lato destro, nella parte inferiore, vi è il simbolo dell'Ordine francescano: due braccia incrociate: una nuda - che simboleggia Cristo - e l'altra vestita con un saio - che simboleggia San Francesco. Sopra è posta una Crux commissa, un altro simbolo francescano. Gli ornamenti esterni sono quelli prescritti per un vescovo secondo l'istruzione della Santa Sede del marzo del 1969 Ut Sive. Lo stemma di monsignor Genadijus Linas Vodopjanovas è stato blasonato e illustrato da fra Carlo Bertagnin, O.F.M. |